# Bùi Văn Tỉnh
Bùi Văn Tỉnh (sinh 1958) là một chính khách Việt Nam. Ông nguyên là Ủy viên Trung ương Đảng khóa XII, Đại biểu Quốc hội Việt Nam khóa XII, khóa XIII thuộc đoàn đại biểu tỉnh Hòa Bình, nguyên Bí thư Tỉnh ủy Hòa Bình.

## Thân thế sự nghiệp
Bùi Văn Tỉnh sinh ngày 12 tháng 5 năm 1958, quê quán tại xã Địch Giáo, huyện Tân Lạc, tỉnh Hòa Bình, người dân tộc Mường
Tốt nghiệp Đại học Tài chính Kế toán (nay là Học viện Tài chính), từ tháng 4 năm 1984 đến tháng 5 năm 1992, ông là cán bộ tài chính thuộc Sở Tài chính - Vật giá tỉnh Hòa Bình. Ông được kết nạp vào Đảng Cộng sản Việt Nam ngày 6 tháng 8 năm 1988, chính thức ngày 6 tháng 8 năm 1989.
Tháng 6 năm 1992, ông được bổ nhiệm làm Phó Giám đốc Sở Tài chính - Vật giá tỉnh Hòa Bình. Đến tháng 11 năm 1996, đổi sang làm Phó Giám đốc Sở Kế hoạch và Đầu tư tỉnh Hòa Bình.
Từ tháng 7 năm 1998, ông được bầu làm Tỉnh ủy viên, đồng thời được bổ nhiệm làm Giám đốc Sở Kế hoạch và Đầu tư tỉnh Hòa Bình. Đến tháng 8 năm 1999, được đổi sang làm Giám đốc Sở Tài chính tỉnh Hòa Bình.
Tháng 7 năm 2004, ông được bầu làm Ủy viên Thường vụ Tỉnh ủy, Phó Chủ tịch Ủy ban nhân dân tỉnh Hòa Bình. Đến tháng 12 năm 2005, ông được bầu làm Chủ tịch Ủy ban nhân dân tỉnh Hòa Bình thay người tiền nhiệm Trần Lưu Hải được điều động làm Phó trưởng Ban Tổ chức Trung ương. Tháng 2 năm 2006, ông được bầu làm Phó Bí thư Tỉnh ủy Hòa Bình.
Tại Hội nghị Ban Chấp hành Đảng bộ tỉnh Hòa Bình ngày 31/12/2013, Bùi Văn Tỉnh được bầu giữ chức Bí thư Tỉnh ủy nhiệm kỳ 2010-2015, thay cho Hoàng Việt Cường nghỉ hưu theo chế độ. Ngày 15 tháng 1 năm 2014 Tô Huy Rứa, Ủy viên Bộ Chính trị, Bí thư Trung ương Đảng, Trưởng Ban Tổ chức Trung ương trao Quyết định của Bộ Chính trị cho Bùi Văn Tỉnh giữ chức Bí thư Tỉnh ủy Hòa Bình.
Ngày 15 tháng 4 năm 2014, tại kỳ họp thứ 8 (bất thường) HĐND tỉnh Hòa Bình khóa XV, ông Bùi Văn Tỉnh, Ủy viên Trung ương Đảng, Bí thư Tỉnh ủy, Trưởng đoàn Đại biểu Quốc hội tỉnh, đã được miễn nhiệm chức Chủ tịch UBND tỉnh để giữ chức Chủ tịch HĐND tỉnh Hòa Bình nhiệm kỳ 2011-2016.
Ngày 16 tháng 9 năm 2015, Đại hội Đại biểu Đảng bộ tỉnh Hòa Bình lần thứ XVI bầu Bùi Văn Tỉnh tái đắc cử chức vụ Bí thư Tỉnh ủy Hòa Bình nhiệm kỳ 2015-2020.

## Khen thưởng
- Huân chương Lao động hạng Ba